# Luis G. Albrecht
Luis G. Albrecht (nacido como Ludwig Albrecht, Bamberg, 19 de marzo de 1826 - Lima, 8 de julio de 1891) fue un empresario alemán que se afincó en el Perú tras pasar por varios países sudamericanos.

## Biografía
Nace en Bamberg el 19 de marzo de 1826. Siendo muy joven viaja a Estados Unidos y México, en donde funda Casa Grande de Blancos, en Manzanillo, dedicándose a la exportación de maderas. Llega al Perú en 1854, casándose con Emilia Casanova y Velarde, hija del coronel Domingo Casanova, dueño de la hacienda Galindo, y se establece en Trujillo. Para 1862 adquiere la hacienda Facalá de la familia Tinoco en cuya casona, la más hermosa de Trujillo, se diseñó la primera bandera de la independencia, y su hacienda era la más grande del valle de Chicama (600 fanegadas), iniciando el sembrío de algodón, el cual por esas fechas tenía un precio elevado debido a la Guerra de Secesión en Estados Unidos, lo que disminuía la producción de los algodonales del sur de dicho país. Al respecto señala Alvarado:

… constituía el prototipo de alemán decente del siglo XIX educado en las rígidas normas del trabajo, el bien y la justicia… proyectaba construir el ferrocarril de Casa Grande al puerto de Malabrigo, problema que hoy mismo se halla en discusión, pero como notó que dicha línea férrea sería perniciosa para Trujillo y el resto del valle, abandonó su propósito…

En 1865 adquiere la hacienda “Sausal”. En 1868 recibe la visita de Antonio Raimondi, quien describe sus haciendas de manera detallada. En esta descripción, se menciona que Facalá tiene más de 600 fanegadas de terreno representando la hacienda modelo en el valle de Chicama, en donde se cultiva caña de azúcar, arroz y algodón utilizando maquinaria a vapor . También menciona la presencia de los trabajadores chinos en la hacienda. Sobre los coolíes, empezó su llegada en 1849 de la mano del hacendado Domingo Elías a fin de emplearse como mano de obra en diversas industrias, en las haciendas costeñas, en las islas guaneras, en la construcción de ferrocarriles y empleos particulares. 
En 1869 las haciendas de Albrecht siguen prosperando y compra “Casa Grande”, hacienda fundada por las familias Bracamonte y Pinillos en 1830. Ese mismo año en una exposición de agricultura en Chile, se menciona a Luis Albrecht como exponente de productos remitidos de otras repúblicas sudamericanas y representante de Perú, junto con otros empresarios . Mucho se ha escrito sobre los orígenes de la mítica hacienda Casa Grande, que llegó a ser la más grande del país y sede de uno de los mayores emporios azucareros mundiales. 
Para 1873 menciona Zahm, el valle de Chicama, a excepción de contadas propiedades, era un inmenso desierto. En esas condiciones Luis Albrecht, en un viaje al interior, encuentra rastros de los habitantes preincas del lugar e indicios de que el valle había sido cultivado anteriormente. Es así que buscando el canal de irrigación que necesariamente debía haber suplido los antiguos campos de cultivo, lo encuentra, siguiéndolo y llegando hasta el punto donde el río entraba a un olvidado canal, perdido en un hondo barranco. Acto seguido, compra esos territorios desérticos a un precio bastante módico, invierte cerca de 40 000 francos en restaurar el canal probablemente de la cultura Chimú e inicia el cultivo de azúcar a gran escala 
A partir de la década de 1870 el cultivo del azúcar se intensifica e industrializa, estableciendo Albrecht el primer ingenio azucarero de la zona en Casa Grande en 1871. 
Este aumento de la capacidad de procesamiento del azúcar por parte de los ingenios traídos de Inglaterra y EE. UU. exigía un aumento en la producción de la caña. Este proceso incluyó primero extender los sembríos a los terrenos baldíos alrededor de las haciendas y una vez que estos ya eran utilizados, se necesitaba adquirir las haciendas adyacentes o bien comprar la producción de aquellas que no tuviesen maquinaria para procesar su producción. Es así que se inicia un proceso de concentración de tierras en el valle de Chicama que alcanzaría su cumbre durante la primera década del siglo XX . Asimismo se necesitaba la creación de caminos de trocha que comuniquen los campos azucareros, así como redes ferroviarias para llevar la caña directamente al ingenio y el aumento de la mano de obra. Es así que Luis Albrecht, junto con Augusto Cabada, arrendatario de las haciendas Lache y Santa Ana, firman un contrato en 1871, comprometiéndose Albrecht a procesar en Casa Grande la cosecha de Cabada, cada cual recibiendo el 50% del producto. Este acuerdo fue protestado por Cabada cuando adquiere sus propias máquinas, iniciándose un litigio legal que culminaría en la Corte Superior de Lima el 24 de diciembre de 1877 a favor de Albrecht. Como resultado de esta tecnificación en Facalá el dueño Pflucker transforma 350 hectáreas mal cultivadas al momento de la compra en 1871, en 700 hectáreas de caña de azúcar que producen en 1877 50,000 quintales anuales y la hacienda Sausal de Albrecht 13 a 14 toneladas de caña por hectárea, sumando un total de 15 000 quintales anuales.
Wiener también señala el ingenioso sistema monetario que implantó Albrecht en el valle de Chicama. Este les entregaba a sus jornaleros chinos alimentos y ropas, además de 10 centavos diarios, pero como el dinero era escaso en la costa del Perú, Albrecht encargó en Norteamérica la producción de monedas de colores, con su nombre grabado, por un valor de 2 y 4 reales. Tan sólida era la economía de las haciendas de Albrecht, que estas monedas eran incluso aceptadas con mayor facilidad que el papel moneda oficial de la República en todo el departamento de La Libertad y parte de Cajamarca. 
Llegan los días de la Guerra del Pacífico y la expedición de Patricio Lynch se dirige al norte del Perú. Saquea y destruye las propiedades de Dionisio Derteano en el Santa al negarse a pagar los cupos exigidos, se dirige a Lambayeque y de ahí a Trujillo. Albrecht da refugio a algunos centenares de peruanos en “Casa Grande”, enarbolando el pabellón alemán. Lynch al llegar a Trujillo impone un cupo de 35 000 soles, los cuales fueron pagados por Cecilio Cox y Doray (alcalde de Trujillo) 30 000 soles y los restantes por Albrecht. Luego Lynch se dirige al valle de Chicama, imponiendo otro cupo de 40 000 soles, negociando Cox y Albrecht un descuento a 20 000 soles, siendo pagado por ellos a partes iguales . Luego de esto Lynch regresa al sur y de acuerdo a la tradición popular, cuando el 18 de febrero de 1881 ingresa a Trujillo la expedición del chileno Arístides Martínez, este reúne a Cox y Albrecht pidiéndoles le entreguen la lista de los deudores de los cupos, a lo que estos respondieron “los bienes se han hecho para remediar los males”. Barros  describe lo siguiente: 

Un respetable hacendado alemán, don Luis G. Albrecht, había servido de mediador en estas negociaciones entre el prefecto de Trujillo y el comandante Lynch, y mediante su prestigio y honorabilidad, había conseguido de éste que rebajase el impuesto y que no ocupase la ciudad de Trujillo. Se dijo que este caballero había pagado por él y por todos los demás la contribución de guerra. En nota del 2 de noviembre, el ministro Orbegoso explicaba así los hechos al dictador, agregándole que como su hacienda debía fuertes sumas a una casa alemana, era posible que Albrecht, sin comunicárselo al propietario ni a sus administradores, hubiera querido resguardar los intereses de esa casa efectuando el pago. Así, pues, los hacendados peruanos hacían servir las deudas verdaderas o falsas a favor de los extranjeros, para excusarse de pagar la contribución de guerra, o para excusarse de haberla pagado desobedeciendo los decretos del dictador.

Ahumada abunda sobre el tema. Sin embargo, también existen versiones distintas sobre la conducta de Albrecht durante el conflicto. Piel menciona literalmente: 

En el valle de Chicama, tan sólo la hacienda Casa Grande escapa a esta destrucción general porque su propietario, el alemán Luis Albrecht, primo político de Lynch, lo ayuda localmente a cobrar los rescates.

Terminado el conflicto, en 1887 el explorador francés Monnier  recorre la costa norte del Perú y menciona a la hacienda de Jaguey, propiedad de Luis Albrecht, como la explotación “la última y la más alta del territorio de Chicama”. Allí el cultivo de vid y la producción de vinos eran la especialidad. Albrecht también incursionó en el negocio minero, adquiriendo la mina de cobre Quiruvilca, y aparece en el Registro General de Minas de 1886 como propietario de minas de plata y carbón en Huamachuco .
Dentro de las características de este filántropo y emprendedor empresario, existe un aspecto negativo, referido al maltrato que sufrían los coolíes en sus haciendas. Gonzales menciona que para 1887 debido al Tratado de Tien Tsing el cual puso término a la llegada de coolíes al Perú, se conformó una Comisión China especial para evaluar las condiciones laborales de los mismos. En Facalá (propiedad para ese entonces de los Pflücker y Madalengoitia) se encontraron 130 coolíes, quienes reclamaban que sus contratos de trabajo habían expirado y que los Pflücker los habían forzado a permanecer trabajando en la plantación, pero al no encontrarse pruebas de ello poco o nada pudo hacer la Comisión al respecto. Y en la hacienda Jaguey (propiedad para ese entonces de Luis Albrecht) se encontró a un trabajador chino llamado Lanquen quien había sido sometido a castigos corporales, siendo indemnizado con 40 soles y liberado de su contrato . Aunque el francés Wienner en un viaje realizado entre 1875 y 1877 refiere que en Sausal se emplean un millar de chinos: 

…el Sr. Albrecht y sus hijos tratan en frente de la ley a sus chinos con inteligente benevolencia, los coolíes tienen literas, son lo suficientemente vestidos y no trabajan los domingos… el chino de vacaciones, los propietarios le dan sus grandes cantidades de carne, arroz y de vela. Tuve el placer de ver un improvisado santuario por los chinos coolies y asistir a una de sus ceremonias religiosas…

Luego del conflicto con Chile la situación de las haciendas de Albrecht decayó, vendiendo Casa Grande en 1888 a Juan Gildemeister (Johann Gildemeister Evers). Fallece en Lima el 8 de julio de 1891.